# Partito Socialdemocratico Finlandese
Il Partito Socialdemocratico Finlandese, più precisamente Partito Socialdemocratico di Finlandia (in finlandese Suomen Sosialidemokraattinen Puolue; acronimo SDP), è uno dei più importanti e antichi partiti politici finlandesi, insieme al Partito di Centro Finlandese ed al Partito di Coalizione Nazionale.
L'influenza dell'SDP è molto ampia nella politica finlandese tanto che dal 1966 in poi il partito è sempre stato al governo del paese tranne alcune breve parentesi.
L'SDP è risultato essere il primo partito finlandese in quasi tutte le consultazioni politiche dal 1906; ha perso di misura le elezioni parlamentari del 2003 a scapito del Partito di Centro.
Le politiche economiche del Partito socialdemocratico sono improntante alla socialdemocrazia e generalmente più moderate rispetto all'altro grande partito di sinistra finlandese, l'Alleanza di Sinistra.
Il Partito socialdemocratico è anche il "fautore" con le sue politiche economiche di quello che ormai viene chiamato il "modello scandinavo", cioè di un modello di economia basato da una presenza dello stato nei settori chiave del paese e da un welfare state molto grande e sviluppato soprattutto riguardo agli ammortizzatori sociali, finanziato con alti livelli di tassazione.
Attualmente l'SDP è presieduto da Antti Lindtman.

## Storia
Di ispirazione marxista, nel 1893 nasce in Finlandia il "Partito Operaio di Finlandia" che 6 anni dopo cambierà il proprio nome in "Partito socialdemocratico di Finlandia".
L'SDP nasce come movimento politico extraparlametare rappresentante di tutte le anime della sinistra finlandese fino al 1906 quando vengono istituite per la prima volta in Finlandia le elezioni politiche a suffragio universale dove l'SDP si presenta e risulta essere il primo partito del paese, pur non partecipando al governo estromesso dai partiti di centro-destra.
L'SDP così stabilizza il suo elettorato con un 40% dei voti fino al 1918.
Durante guerra civile finlandese l'SDP combatté con i "rossi" per esportare anche in Finlandia l'esperienza politica della Rivoluzione d'ottobre. Con la sconfitta dei "rossi" e il bando delle organizzazioni marxiste il partito si divide in due fazioni, i comunisti abbandonano il partito fondando in esilio a Mosca il Partito Comunista Finlandese mentre i socialdemocratici restano nel partito guidandolo alle elezioni parlamentari del 1919 dove ottennero il 20% dei voti, percentuale che poi rimarrà grosso modo costante nella storia del partito.
La partecipazione dell'SDP nella guerra civile pregiudicò all'SDP la possibilità di guidare il paese per lungo tempo.

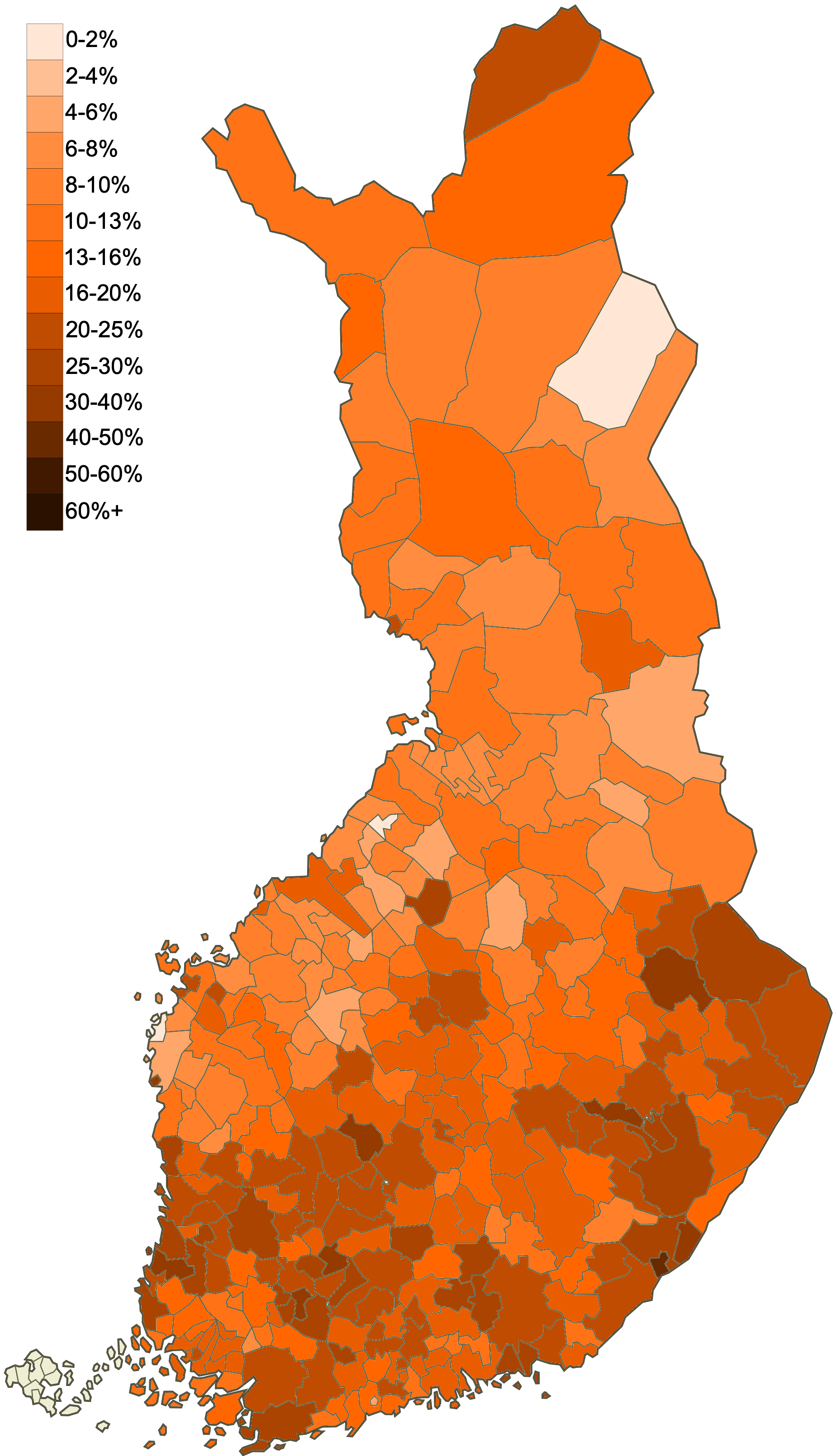
Distribuzione dei voti del Partito Socialdemocratico alle parlamentari del 2019

La guerra civile finlandese, però, mise a dura prova la stessa esistenza del partito. Molti dirigenti vennero fucilati, altri vennero messi in prigione mentre altri furono costretti all'esilio; al termine della guerra, l'SDP però riuscì a riorganizzarsi, grazie all'azione politica di Väinö Tanner, conquistando autorità, rispetto e legittimazione politica nella vita politica del paese.
Lo scontro all'interno del paese dopo la guerra non si sopiva, le tensioni riguardo al bando di tutte le organizzazioni politiche comuniste furono molto aspre tra l'SDP e i comunisti, nonostante l'SDP mantenesse delle posizioni politiche molto più a sinistra rispetto ai partiti socialdemocratici europei, questo scontro logorò entrambe le fazioni.
Le posizioni politiche assunte provocarono l'estromissione dell'SDP, nonostante fosse il primo partito, dalla guida del paese, eccezion fatta per un breve periodo nel 1926, fino al 1937 quando i socialdemocratici parteciparono al governo di unità nazionale del paese durante la fase difficile della guerra d'inverno.
Alla fine della guerra di continuazione, con la vittoria dell'Unione Sovietica venne rimosso il bando per i comunisti/bolscevichi, che fondarono la Lega Democratica Popolare Finlandese.
Gli anni immediatamente successivi alla guerra furono caratterizzati da un'aspra battaglia a sinistra tra i comunisti/bolscevichi e gli stessi socialdemocratici che abbandonarono l'idea di lotta armanta preferendo trovare un interlocutore politico con i partiti "borghesi" e appoggiando il sistema parlamentare.
Questa scelta però non pagherà; l'SDP pur restando il primo partito del paese resterà lontano dal governo sino al 1966 eccezion fatta per una breve parentesi tra il 1956-1958
Nel '56 l'SDP, pur essendo da circa 50 anni il primo partito finlandese, riuscì per la prima volta a formare un governo con a capo un proprio esponente, Karl-August Fagerholm (che pochi mesi prima perse le elezioni presidenziali battuto dall'agrario Urho Kekkonen). Questo governo era frutto di un accordo tra i socialdemocratici, i centristi e alcune liste minori. Il governo però ebbe vita breve, e cadde nel 1958 per le pressioni ricevute dall'Unione Sovietica.
Grazie al leader Mauno Koivisto l'SDP riuscì a rompere l'isolamento in cui era stato rilegato, migliorando i rapporti con le forze centriste, con l'Unione Sovietica e il partito comunista.
Il partito sarà costretto a rimanere all'opposizione fino al 1966 quando da Mosca arrivò il placet alla partecipazione dell'SDP al governo del paese.
Dal 1966 in poi l'SDP, ad esclusione di due brevi periodi (dal 1991 al 1995 e dal 2007 al 2011), parteciperà sempre al governo del Paese, riuscendo più volte anche a conquistare la carica di primo ministro, alleandosi spesso con i centristi o formando governi con i marxisti della Lega Democratica Popolare Finlandese.
Dal 1982 al 2012 ha conservato anche la presidenza della repubblica, da ultimo con la presidentessa Tarja Halonen, eletta nel 2000 e riconfermata per un secondo mandato nelle elezioni presidenziali del 2006.

## Presidenti del partito
- Nils Robert af Ursin - 1899-1900
- J. A. Salminen - 1900
- K. F. Hellsten - 1900-1903
- Taavi Tainio - 1903-1905
- Emil Perttilä - 1905-1906
- Edvard Valpas - 1906-1909
- Matti Paasivuori - 1909-1911
- Otto Wille Kuusinen - 1911-1913
- Matti Paasivuori - 1913-1917
- Kullervo Manner - 1917-1918
- Väinö Tanner - 1918-1926
- Matti Paasivuori - 1926-1930
- Kaarlo Harvala - 1930-1944
- Onni Alfred Hiltunen - 1944-1946
- Emil Skog - 1946-1957
- Väinö Tanner - 1957-1963
- Rafael Paasio - 1963-1975
- Kalevi Sorsa - 1975-1987
- Pertti Kullervo Paasio - 1987-1991
- Ulf Ludwig Sundqvist - 1991-1993
- Paavo Lipponen - 1993-2005
- Eero Heinäluoma - 2005-2008
- Jutta Urpilainen - 2008-

## Risultati elettorali

### Elezioni legislative
| Anno | Voti    | %            | +/-     | Seggi     | +/-     | Status      |
| ---- | ------- | ------------ | ------- | --------- | ------- | ----------- |
| 1907 | 329 946 | 37,0 (1.º)   |         | 80 / 200  |         | Governo     |
| 1908 | 310 826 | 38,4 (1.º)   | 1,4     | 83 / 200  | 3       | Governo     |
| 1909 | 337 685 | 39,9 (1.º)   | 1,5     | 84 / 200  | 1       | Governo     |
| 1910 | 316 951 | 40,0 (1.º)   | 0,1     | 86 / 200  | 2       | Governo     |
| 1911 | 321 201 | 40,0 (1.º)   | Stabile | 86 / 200  | Stabile | Governo     |
| 1913 | 312 214 | 43,1 (1.º)   | 3,1     | 90 / 200  | 4       | Governo     |
| 1916 | 376 030 | 47,3 (1.º)   | 4,2     | 103 / 200 | 13      | Governo     |
| 1917 | 444 670 | 44,8 (1.º)   | 2,5     | 92 / 200  | 11      | Governo     |
| 1919 | 365 046 | 38,0 (1.º)   | 6,8     | 80 / 200  | 12      | Opposizione |
| 1922 | 216 816 | 25,1 (1.º)   | 12,9    | 53 / 200  | 27      | Opposizione |
| 1924 | 255 068 | 29,0 (1.º)   | 3,9     | 60 / 200  | 7       | Opposizione |
| 1927 | 257 572 | 28,3 (1.º)   | 0,7     | 60 / 200  | Stabile | Opposizione |
| 1929 | 260 254 | 27,4 (1.º)   | 0,9     | 59 / 200  | 1       | Opposizione |
| 1930 | 386 026 | 34,2 (1.º)   | 6,8     | 66 / 200  | 7       | Opposizione |
| 1933 | 413 551 | 37,3 (1.º)   | 3,1     | 78 / 200  | 12      | Opposizione |
| 1936 | 452 751 | 38,6 (1.º)   | 1,3     | 83 / 200  | 5       | Opposizione |
| 1939 | 515 980 | 39,8 (1.º)   | 1,2     | 85 / 200  | 2       | Governo     |
| 1945 | 425 948 | 25,1 (1.º)   | 14,7    | 50 / 200  | 35      | Governo     |
| 1948 | 494 719 | 26,3 (1.º)   | 1,2     | 54 / 200  | 4       | Governo     |
| 1951 | 480 754 | 26,5 (1.º)   | 0,2     | 53 / 200  | 1       | Governo     |
| 1954 | 527 094 | 26,2 (1.º)   | 0,3     | 54 / 200  | 1       | Governo     |
| 1958 | 449 536 | 23,1 (2.º)   | 3,1     | 48 / 200  | 6       | Opposizione |
| 1962 | 448 930 | 19,5 (3.º)   | 3,6     | 38 / 200  | 10      | Opposizione |
| 1966 | 645 339 | 27,2 (1.º)   | 7,7     | 55 / 200  | 17      | Governo     |
| 1970 | 594 185 | 23,4 (1.º)   | 3,8     | 52 / 200  | 3       | Governo     |
| 1972 | 664 724 | 25,8 (1.º)   | 2,4     | 55 / 200  | 3       | Opposizione |
| 1975 | 683 590 | 24,9 (1.º)   | 0,9     | 54 / 200  | 1       | Governo     |
| 1979 | 691 512 | 23,9 (1.º)   | 1,0     | 52 / 200  | 2       | Governo     |
| 1983 | 795 953 | 26,7 (1.º)   | 2,8     | 57 / 200  | 5       | Governo     |
| 1987 | 695 331 | 24,1 (1.º)   | 2,6     | 56 / 200  | 1       | Governo     |
| 1991 | 603 080 | 22,1 (2.º)   | 2,0     | 48 / 200  | 8       | Opposizione |
| 1995 | 785 637 | 28,3 (1.º)   | 6,2     | 63 / 200  | 15      | Governo     |
| 1999 | 612 963 | 22,9 (1.º)   | 5,4     | 51 / 200  | 12      | Governo     |
| 2003 | 683 223 | 24,5 (2.º)   | 1,6     | 53 / 200  | 2       | Governo     |
| 2007 | 594 194 | 21,4 (3.º)   | 3,1     | 45 / 200  | 8       | Opposizione |
| 2011 | 561 558 | 19,1 (2.º)   | 2,3     | 42 / 200  | 3       | Governo     |
| 2015 | 490 102 | 16,5 (4.º)   | 2,6     | 34 / 200  | 8       | Opposizione |
| 2019 | 546 471 | 17,7 (1.º)   | 1,2     | 40 / 200  | 6       | Governo     |
| 2023 | 616.218 | 19,93% (3.º) | 2,23    | 43 / 200  | 3       | Opposizione |

### Elezioni europee
| Anno | Voti    | %           | +/-  | Seggi  | +/-     |
| ---- | ------- | ----------- | ---- | ------ | ------- |
| 1996 | 482 577 | 21,5 (2.º)  |      | 4 / 16 |         |
| 1999 | 221 836 | 17,9 (3.º)  | 3,6  | 3 / 16 | 1       |
| 2004 | 350 057 | 21,2 (3.º)  | 3,3  | 3 / 14 | Stabile |
| 2009 | 292 051 | 17,5 (3.º)  | 3,7  | 2 / 13 | 1       |
| 2014 | 212 781 | 12,3 (4.º)  | 5,2  | 2 / 13 | Stabile |
| 2019 | 267 603 | 14,62 (2.°) | 2,32 | 2 / 13 | Stabile |
| 2024 | 272 034 | 14,9 (3.°)  | 0,28 | 2 / 15 | Stabile |

## Ideologia
L'SPD è un partito socialdemocratico e progressista centro-sinistra. Fino al 2022 si opponeva all'ingresso della Finlandia nella NATO e sosteneva che la Finlandia dovesse rimanere nel Partenariato per la pace. Nelle elezioni del 2015, il 91% dei candidati si opponeva all'ingresso nella NATO. Nel 2022, in seguito all'Invasione russa dell'Ucraina del 2022 e all'inasprimento dei rapporti con la Russia, viene riconsiderata la sua posizione sull'ingresso della Finlandia nella NATO. Il partito ha riconosciuto la crescente minaccia rappresentata dalla Russia per la sicurezza della Finlandia e ha portato all’adesione del Paese al Patto Atlantico. Ciò ha rappresentato un cambiamento significativo nella posizione dell'SPD, che per molti anni aveva sostenuto una politica di neutralità.
Il partito è a favore dell'adozione LGBT, la costruzione di nuove centrali nucleari, la conservazione dello Svedese, tra le lingue ufficiali finlandesi e l'aumento della Spesa pubblica nell'istruzione. 
L'obiettivo del partito è di diventare indipendente dall'uso del petrolio entro il 2030. L'SDP chiede politiche che prevengano che gli stranieri lavorino in Finlandia.
Il partito si è opposto alle riforme economiche nelle elezioni del 2011 e nelle conseguenti consultazioni per la formazione di un nuovo governo.
L'SPD mantiene strette relazioni con i sindacati, e si oppone alle riforme sociali che potrebbero ridurre il Welfare di disoccupazione, che vengono pagati tramite intermediari rappresentati quasi esclusivamente dai sindacati.
Supporta poi la Separazione tra Stato e Chiesa.